# 阿特瓦山脈

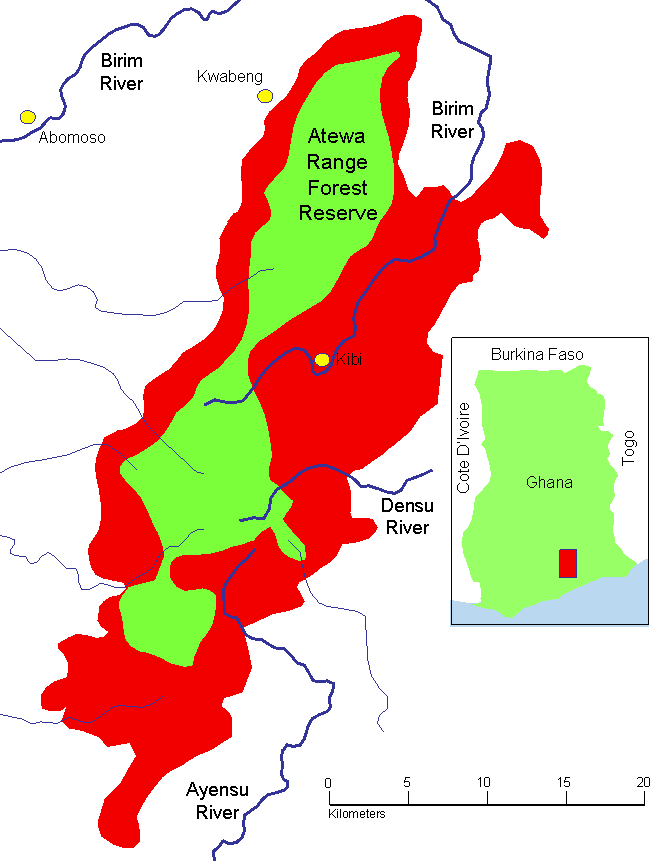

阿特瓦山脈是西非國家加纳的山脈，位於該國東南部夸胡高原西南，是普拉河支流比里姆河的發源地，該山脈有一部分地區被劃為森林保護區。